# Дане Корица
Данијел „Дане“ Корица (Кутина, 10. јун 1945) је југословенски атлетичар, репрезентативац, професор физичке културе, генерални секретар Спортског савеза Србије. Сматра се једним од највећих српских атлетичара.

## Детињство
Дане је имао веома тешко детињство. Одрастао је у сиромашној породици као треће од шесторо деце. Живели су скромно, у малој кући на селу. Због веома лоших услова у којима је живео, лоше исхране и ходање зими у поцепаној обући са тринаест година добио је тешку упалу зглобова. Отац га је одмах однео у болницу. Да није тад отишао, заувек би остао непокретан. Његова колена су била напуњена течношћу као лопте. Неких двадесетак пута су му стављали гипс, али сваки пут кад би га скинули, његове ноге су поново отекле и напуниле лимфом и крвљу. Тек када је отишао у рехабилитациони центар у Ловрану, близу Опатије, његово стање се побољшало. Колена су му пунктирали у гипсана корита. Кад су му, коначно, после годину дана ослободили ноге, призор је био ужасавајући. Сви његови мишићи су атрофирали, па су му ноге биле подједнаке дебљине као и руке. Постепено је оживео ноге топлом водом у базену и вежбама. Али с обзиром да се лечење одужило, па је због дугог лежања у кревету добио туберкулозу, односно две рупе (каверна) на плућима. Три месеца је свакодневно морао примати по две вакцине, а морски ваздух је знатно побољшао ствари.

## Идол
Сву мотивацију за бављење атлетиком је добио управо у болници. С обзиром да га нико, осим доктора, није посећивао у болници, а осим школских књига поред себе није имао никакво штиво, осим спортских новина. У њима је и видео југословенског шампиона, атлетичара Фрању Михалића. Зарекао се да ће ако икада прохода, бити репрезентативац Југославије у атлетици. Његов тренер био је још Драгомир "Драган " Петровић.

## Тренирање
И поред строгих забрана доктора да се не напреже, Дане је почео да тренира. У кући је био поштеђен тежих послова, па је у свакој прилици ишао на трчање. Међутим, највише је трчао ноћу, по околним ливадама и шуми. Тада је у селу био неасфалтиран пут без осветљења, па је он трчао, наравно, бос. Често је имао проблема са тим јер су му пуцали нокти када је наишао на неке жиле трешњиног дрвета. Па ипак, док је трчао, морао да се крије од оца, јер се он много бринуо, па му није дозвољавао да се форсира. Једном га је чак и истукао, кад га је нашао знојавог после тренинга.
Кад је мало очврснуо, учланио се у Атлетски клуб „Мословина“. Тренинзи су се одвијали 6 км од села, па је он сваки дан трчећим кораком ишао до игралишта, тамо тренирао, па се враћао, такође трчећи.
И поред тога, мештани и укућани, нису подржавали његово трчање. Сељаци су га сматрали чудаком, јер уместо да ради са оцем, он трчи, као да је полудео. Више пута су се жалили родитељима на њега, иако ништа лоше није урадио. Тако, на пример, једном га је један комшија дрвосеча у шуми видео како обува спринтерице са шиљцима и трчи. Отишао је до његових родитеља и рекао да им син није нормалан и додао да ће га ударити секиром уколико нападне на њега оним „ексерима на ципелама“.

## Занат
За њега, атлетика је увек била само хоби, јер у то време је било потребно да свако има занат. Он је одувек желео да буде прецизни механичар, међутим, после основне школе, он је почео учити за произвођача чађи, глине и креча јер је од тога могао преживети. Потом се запослио као физички радник, па је из треће смене враћао кући трчећи по ауто-путу. Тада није било пуно кола, па је мање-више безбедан.

## Награде и достигнућа
- Победа на Универзијади у Москви 1973.
- Четири победе на Балканским атлетским играма на 5.000 и 10.000 метара
- Три победе на познатом надметању „Пет млинова“ у Италији
- Пет победа на Балканском кросу
- Пет победа на кросу „Политике"[2]
- Учешће на Европским шампионату у Атини 1969. - пето место на 5.000 метара и десето на 10.000 метара
- Учешће на Европском шампионату у Хелсинкију 1971. - четврто место на 10.000 метара[3]
- Потпредседник Европске Асоцијације Атлетских Тренера (EACA).[4]

## Лични рекорди
- 13:31.2 на 5.000 метара 1971.
- 27:58,39 на 10.000 метара 1971.[5]